# Andrea McLean
Andrea McLean (Glasgow, 5 oktober 1969) is een Schots tv-presentatrice.

## Achtergrond
McLean werd geboren in Schotland maar groeide samen met haar zuster op in Trinidad en Tobago. Op haar 15e verhuisde de familie naar Leicester. Daar studeerde ze af in Moderne Studies en later in Journalistiek voor periodieken.

## Carrière
In juni 1997 werd McLean weerpresentatrice bij GMTV. In 2006 deed ze mee aan de Britse versie van Dancing on Ice waar ze in de derde ronde werd uitgeschakeld. In november 2008 werd bekend dat ze vervangen zou worden als weerpresentatrice door Kirsty McCabe, die overkwam van de BBC. McLean presenteerde op 31 december 2008 haar laatste weerbericht voor GMTV. Momenteel presenteert ze het Britse lunch-tv-programma Loose Women voor ITV. 

## Persoonlijk leven
McLean is twee maal getrouwd geweest en heeft twee kinderen. 